# Irish glen of imaal terrier
Irish glen of imaal terrier – rasa psów, należąca do grupy terierów. Nie podlega próbom pracy.

## Rys historyczny
Rasa glen of imaal terrier wywodzi się z rejonów wschodniego wybrzeża Irlandii, z okolic hrabstwa Wicklow. Jak podaje Hans Räber istnieje hipoteza, że przybyły na tamte tereny z Anglii w okolicach XVI i XVII wieku. Według niektórych autorówglen może być potomkiem szkockich terierów i buldoga.
Bardzo skąpa, zachowana literatura kynologiczna dotycząca tego typu terierów, podaje m.in. relacje autorstwa Vero Shawa z wystawy psów, jaka odbyła się w Dublinie w roku 1876. Przytacza on, że prezentowano na niej psy niejednorodne pod względem budowy i umaszczenia, zaliczane do terierów irlandzkich, ale wyglądające jak teriery w typie glen of imaal, czyli "przeważały psy długie, niskonożne, i pożyteczne".
W "The Twentieth Century Dog" z 1904 roku, Compton opisuje psa o "krótkich kończynach, długim grzbiecie i umaszczeniu czarnoniebieskim", którego występowanie obejmowało rejony górskie Wicklow. Pies ten ze względu na niskie wymagania w utrzymaniu, był także hodowany przez ubogie warstwy społeczne. 
Rasa irish glen of imaal terrier została uznana przez angielski Kennel Club oraz FCI w roku 1975.

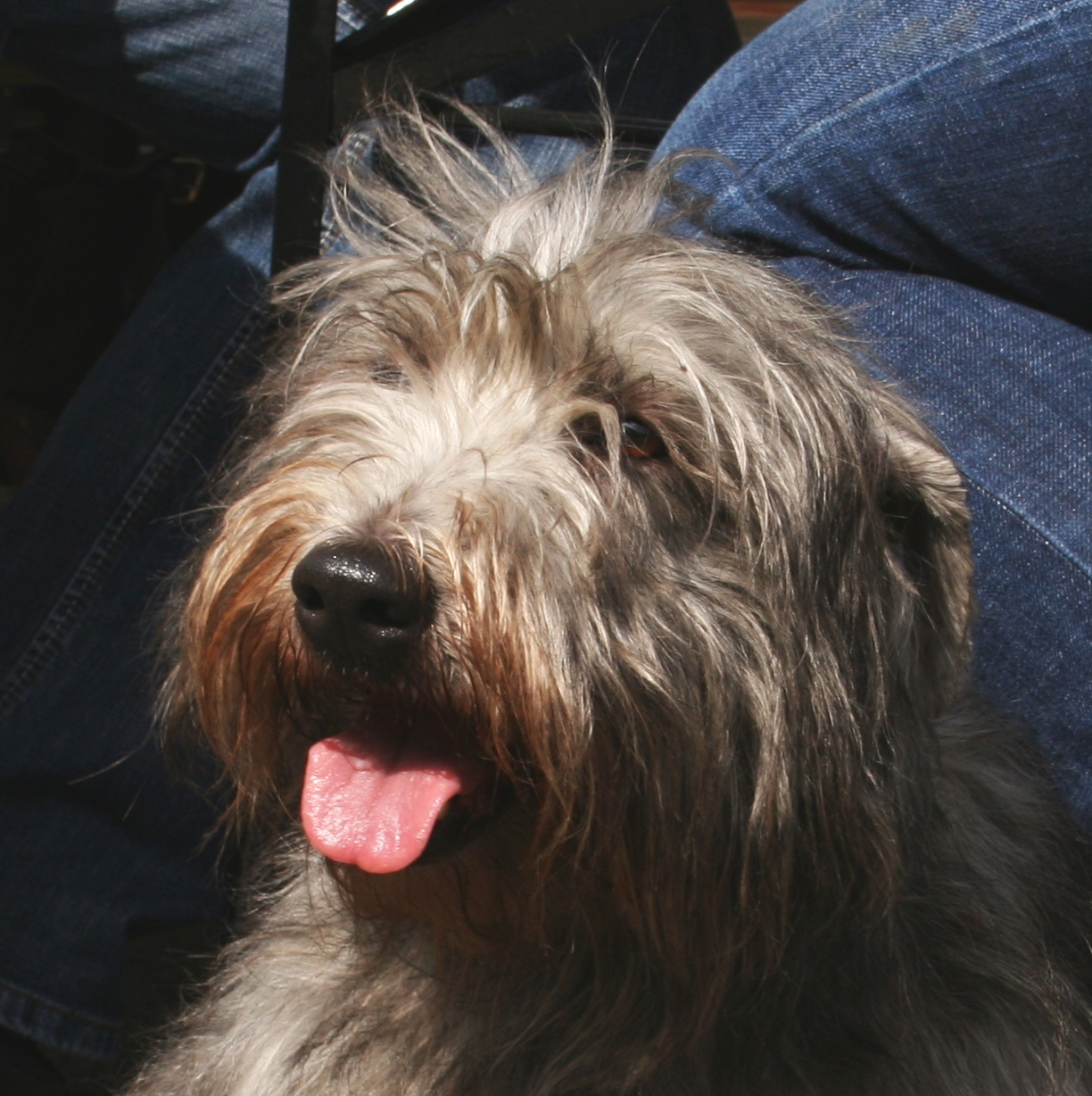
Głowa dorosłego irish glen of imaal terriera

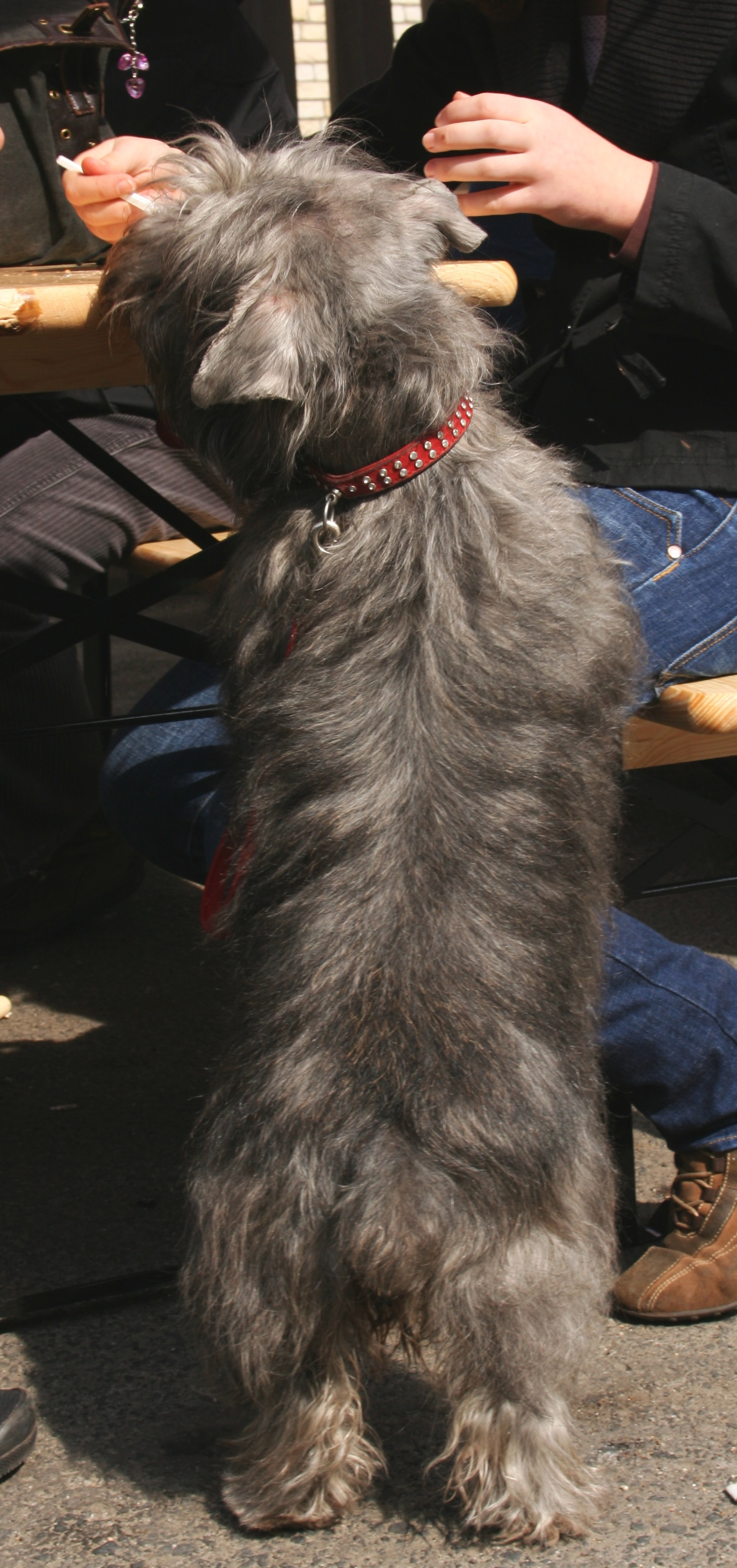
Wydłużony tułów oraz krótkie kończyny są cechą charakterystyczną dla glen of imaal terriera

## Wygląd
Irish glen of imaal terrier to średniej wielkości pies, o krótkich kończynach rozstawionych na zewnątrz. Wadami budowy dla tych terierów są wadliwy zgryz, zbyt krótki grzbiet oraz brak przedpiersia. Natomiast wadami dyskwalifikującymi w ocenie sędziowskiej są nadmierna agresja lub zbytnia nieśmiałość psa, za wąska głowa.

### Szata i umaszczenie
Sierść jest średniej długości, szorstka, z miękkim podszerstkiem. Dopuszczane są następujące typy umaszczenia:
- pręgowane,
- płowe
- błękitnoszare,
- pszeniczne.

W trakcie dorastania ciemne umaszczenie rozjaśnia się. Niedopuszczalna jest sierść w kolorze czarnym lub brązowym lub z płowymi znaczeniami.

## Zachowanie i charakter
Glen of imaal terrier jest ceniony za upór i zaciętość na polowaniach, gdzie podczas pracy jest cichy i zwinny. Aktywny, pojętny i skory do zabawy. Ma predyspozycje do pracy w wodzie. Silny charakter wymaga konsekwentnego podejścia ze strony właściciela.

## Użytkowość
Glen of imaal terrier były hodowane w celach myśliwskich, do polowań na wydry, lisy oraz borsuki. Hans Räber podaje, że w czasach popularności walk psów, Gleny także były przeznaczone do celów bojowych i otrzymywały zaświadczenie o "absolutnej waleczności" podczas tzw. "prób odwagi". Wykorzystywany jest także jako pies stróżujący.